# Пошта Вайомінга
Пошта Вайомінга (англ. Wyoming Mail) — американський вестерн режисера Реджинальда Ле Борга 1950 року.

## У ролях
- Стефен МакНаллі — Стів Девіс
- Алексіс Сміт — Мері Вільямс
- Говард Да Сільва — Кавано
- Ед Беглі — Гейнс
- Ден Рісс — Джордж Армстронг
- Рой Робертс — Чарльз Де Гейвен
- Армандо Сільвестре — індіанець Джо
- Віт Бісселл — Сем
- Джеймс Арнесс — Рісселл
- Річард Джекел — Нейт
- Френкі Дарро — Руф
- Феліпе Туріч — Піт
- Річард Іган — Бейл
- Джин Еванс — Шеп
- Френк Фентон — Гілсон
- Емерсон Трісі — Бен